# Шуйфин
ГЕС Супун (Шуйфенг) – гідроелектростанція на кордоні Північної Кореї та Китаю. Знаходячись між ГЕС Wiwon (вище по течії) та ГЕС T’aep’enmang, входить до складу каскаду на річці Ялуцзян, яка тече на межі двох названих вище країн до впадіння у Жовте море.
Спорудження станції почалось у 1937 році, в період японського колоніального панування у Кореї та північно-східному Китаї (Маньчжурії). Річку перекрили бетонною гравітаційною греблею висотою 106 метрів та довжиною 900 метрів, яка потребувала 3231 тис м3 матеріалу. Вона утворила велике водосховище з площею поверхні 274 км2 та об'ємом 12,1 млрд м3 (у випадку повені до 14,7 млрд м3). Завдяки припустимому коливанню рівня поверхні у операційному режимі між позначками 95 та 123 метри НРМ корисний об’єм становить 7,9 млрд м3.
Пригреблевий машинний зал повинні були обладнати сімома гідроагрегатами потужністю по 105 МВт. Шість з них, введених в експлуатацію у 1941-1944 роках, виготовили японські компанії Shibaura Engineering Works та Dengyosha Prime Mover Works – попередники відомої корпорації Toshiba. Їх турбіни типу Френсіс, розраховані на використання напору у 82 метри, на той час були найбільшими в світі. Гідроагрегат №5 замовили в Німеччині, проте його доставка у період Другої світової війни виявилась неможливою.
З капітуляцією Японії у серпні 1945 року станція опинилась на кордоні Китаю (де з осені 1948-го Маньчжурія перейшла під контроль комуністичного уряду) та комуністичної Північної Кореї. Як зазначено у китайській та англомовній вікіпедії, три гідроагрегати були зняті та вивезені до Радянського Союзу (англійська версія уточнює, що в Казахстан для однієї з гідроелектростанцій на річці Іртиш - у випадку, якщо ця інформація є коректною, мова йде про Усть-Каменогорську ГЕС).
Під час Корейської війни американські літаки зі складу сил ООН починаючи з червня 1952-го атакували гідроелектростанції КНДР. Станція Супун стала головним об’єктом для першого (та найсильнішого) удару 23 червня, коли проти неї здійснили вильоти п’ять ескадрилій зі складу ВПС та шість з аіваносців  Philippine Sea, Boxer і Princeton. При цьому гребля не постраждала, але машинний зал зазнав пошкоджень. Наступного дня нальоти повторились. Враховуючи повідомлення розвідки про спроби відновити роботу станції, 12 вересня 1952 та 15 лютого 1953 відбулись наступні бомбардування. В той же час, агрегати №3 та №7 (а також три трансформатори) вдалось зберегти під захистом бетонних стін, що дозволило відновити їх роботу вже у 1953-му, в рік завершення війни. Гідроагрегати №1, 2 та 6 за допомогою радянських спеціалістів запустили в експлуатацію у 1957-му, після чого залишалось лише відновити агрегат №4, котрий потребував ремонту. Починаючи з 1958-го ГЕС Супун відновила свою повну потужність у 630 МВт.
В 1971 році Китай та КНДР домовились розширити комплекс на 135 МВт кожна. Наразі свою частину спорудили лише китайці, які у 1987-1988 роках ввели в експлуатацію дві турбіни потужністю по 67,5 МВт. Їх розмістили у додаткових машинних залах, винесених на 0,7 та 0,9 км вниз від греблі по правому берегу.
Комплекс забезпечує виробництво 4 млрд кВт-год електроенергії на рік.
З північнокорейською енергосистемою станцію пов’язують ЛЕП, розраховані на роботу під напругою 110 кВ.